# Tramvia Blau
41°24′51″ пн. ш. 2°08′03″ сх. д. / 41.4142° пн. ш. 2.13407° сх. д.
Tramvia Blau — історична трамвайна лінія у Барселоні, довжиною 1,276 км, що обслуговує горбистий район Сарріа-Сант-Жервасі між кінцевою зупинкою Ferrocarrils de la Generalitat de Catalunya Барселонського метрополітену L7 і Фунікулером Тібідабо.

«Tramvia Blau» є під орудою «Transports Metropolitans de Barcelona» (TMB), але він не входить до інтегрованої мережі тарифів Autoritat del Transport Metropolità (ATM). 
Квитки необхідно придбати у кондуктора.

Tramvia Blau є одним із двох трамвайних мереж першого покоління, які збереглися в Іспанії , разом із Tranvía de Sóller на острові Майорка.

З 28 січня 2018 лінію реконструють.

## Історія
Лінія була побудована за ініціативою доктора Сальвадора Андреу, який будував житловий проект навколо осі проспекту Тібідабо, і була відкрита в 1901 році. 
Лінія мала сполучення на площі Кеннеді з трамваями міської мережі Барселони, але була незалежною власністю. 
Власна відмітна блакитна ліврея лінії незабаром привела до того, що вона стала відома як Tramvia Blau. 

Лінія зазнала кількох змін у 1922 та 1958 роках.
В 1954 році була відкрита станція Авінгуда-Тібідабо лінії L7  Барселонського метрополітену під площею Кеннеді, що забезпечило ще одне сполучення з центром Барселони. 
Проте в 1960-х роках міські трамваї були прибрані з площі Кеннеді, відокремивши Tramvia Blau від міської мережі.

В 1971 році решта трамвайних маршрутів компанії «Tranvías de Barcelona» була закрита. 
Але Tramvia Blau, що належав іншому господарю, залишився в експлуатації. 
Лінія перебувала у приватній власності до 1979 року, коли перейшла у власність міста, яке продовжило його експлуатувати. 
В 1971 — 2004 рр, коли були відкриті лінії Trambaix і Trambesòs, це був єдиний трамвайний маршрут у місті. 

## Інфраструктура

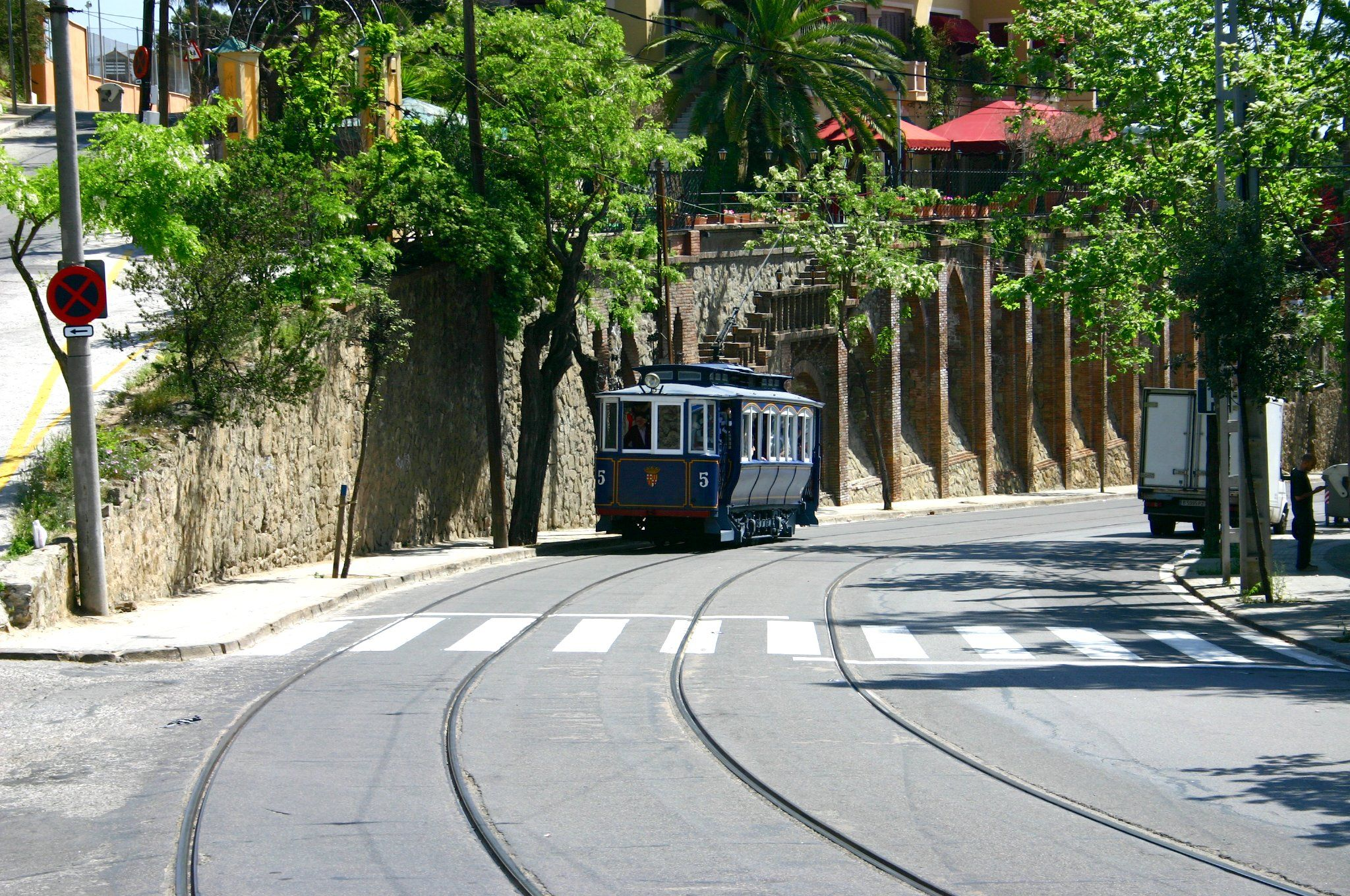
Типова вулична траса Tramvia Blau

Tramvia Blau має довжину 1,276 км і піднімається на вертикальну відстань 93 м з максимальним градієнтом 8%. Має ширину колії 1435 мм і є двоколійною, за винятком одноколійних тупиків на кінцевих станціях. Прямує проспектом Тібідабо і не відокремлений від іншого транспорту.

До депо лінії можна потрапити по одноколійній лінії довжиною 100 м, що не використовується в пасажирських перевезеннях. 
Відгалуження у депо має сполучення з головною лінією біля її середини, поруч із мостом, що веде проспект Тібідабо через Ронда-де-Дальт.

### Рухомий склад

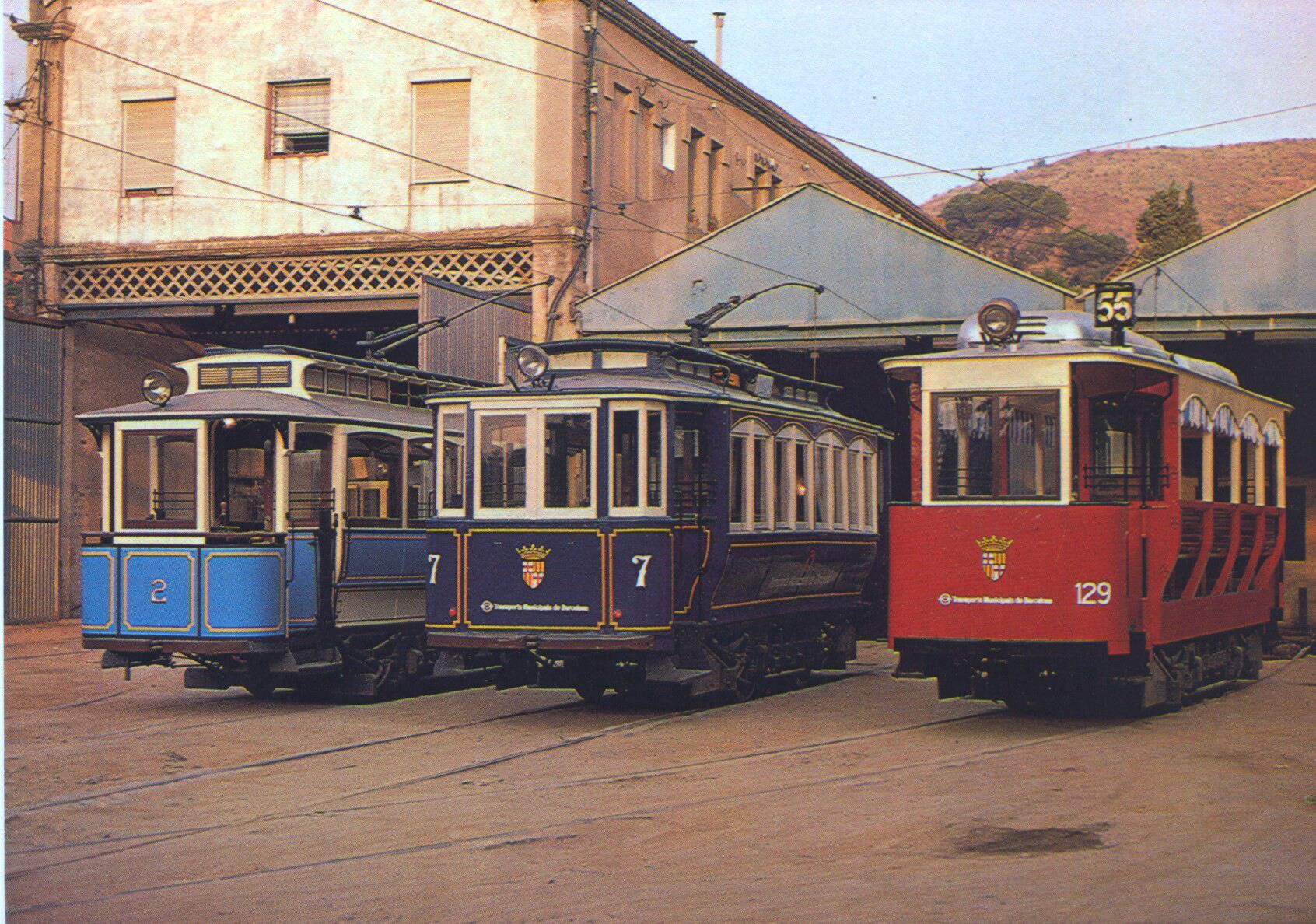
Вагони 2, 7 і 129 перед депо в 2005 році

Лінію обслуговує парк із семи історичних трамвайних вагонів:
| Фото | №      | Рік  | Примітки |
| ---- | ------ | ---- | --- |
|      | 2      | 1901 | Єдиний уцілілий із серії з чотирьох трамваїв, побудованих для відкриття Tramvia Blau. Працює, але використовується тільки в особливих випадках. |
|      | 5,8,10 | 1904 | Двосторонні вагони, з двома дверима з кожного боку з ручними відкриттям. Кожен вагон має 32 сидячих місць та максимальну швидкість 13 км/год. |
|      | 6,7    | 1904 | Та сама серія що і попередні три вагони, (5, 8 та 10), але відновлені в 2005–2006 рр, зберегли свою оригінальну компоновку та двигун, додавано гідравлічні гальма.                                                                                         |
|      | 129    | 1906 | Відкритий вагон, спочатку створений для міської системи Барселони. Відновлений в 1986 році, використовуючи візки від трамваю Tramvia Blau 9, того ж класу, що й 5-8 та 10. Має традиційну червону ліврею міської мережі Барселони, а не синю Tramvia Blau. |